# Novo Selo na Dravi
Novo Selo na Dravi är en ort i Kroatien.   Den ligger i länet Međimurje, i den nordöstra delen av landet, 70 km nordost om huvudstaden Zagreb. Novo Selo na Dravi ligger 161 meter över havet och antalet invånare är 622. Den ligger vid sjön Lake Varaždin.
Terrängen runt Novo Selo na Dravi är platt, och sluttar österut. Runt Novo Selo na Dravi är det ganska tätbefolkat, med 80 invånare per kvadratkilometer. Närmaste större samhälle är Varaždin, 7,8 km väster om Novo Selo na Dravi. Trakten runt Novo Selo na Dravi består till största delen av jordbruksmark.